# Pluviomètre
Vous lisez un « bon article » labellisé en 2012.

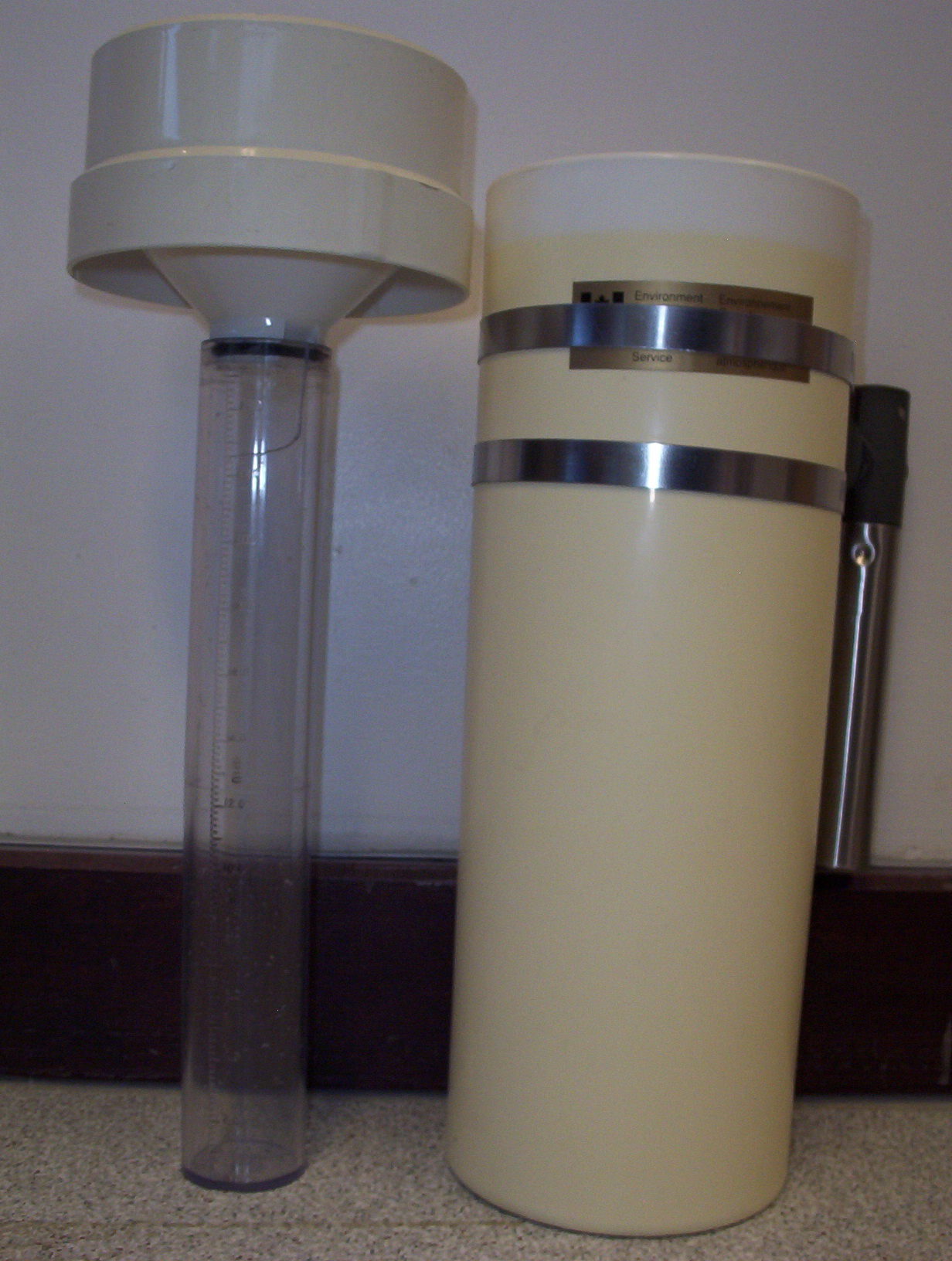
Deux parties d'un pluviomètre à lecture directe. À la gauche se trouve une éprouvette graduée surmontée d'un entonnoir, lesquels sont introduits dans le cylindre à la droite. À la droite du cylindre se trouve un tuyau métallique qui sert à évacuer le surplus de précipitations accumulées (ce tuyau est souvent raccordé à une conduite qui plonge dans la terre).

Le pluviomètre est un instrument météorologique destiné à mesurer la quantité de précipitations (surtout la pluie) tombée pendant un intervalle de temps donné en un endroit. L'un des plus communs dans les stations météorologiques, il en existe différents types, certains à mesure directe et d'autres automatiques. Ces derniers peuvent être reliés à des enregistreurs en continu de la hauteur d'eau des précipitations et sont alors appelés pluviographes.
Les données obtenues par le pluviomètre, comme toutes les mesures, sont sujettes à certaines erreurs dues aux conditions environnementales, à la conception de l'appareil et à sa position par rapport aux obstacles environnants. Cependant, l'utilisation d'un réseau de tels instruments permet de planifier les cultures, les besoins en irrigation, le potentiel hydro-électrique et même d'émettre des avis aux populations en cas de pluies torrentielles. Ils peuvent également servir à l'étalonnage d'un radar météorologique en comparant les quantités obtenues par les deux instruments.

## Histoire

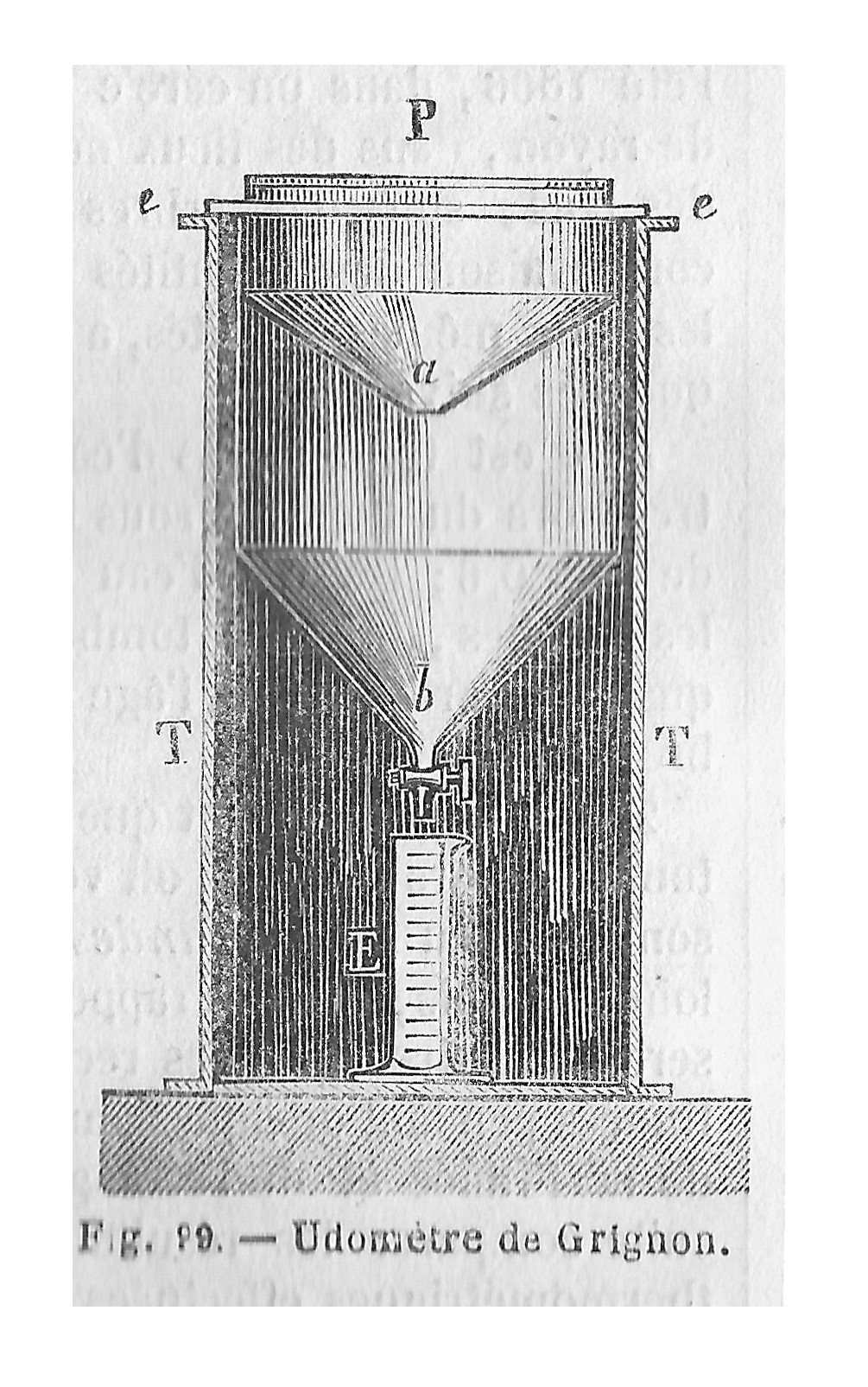
Udomètre de Grignon (gravure publiée en 1877)

Les premières mesures des quantités de pluie connues furent faites par les Grecs vers 500 av. J.-C. Cent ans plus tard, en Inde, la population utilisait des bols pour recueillir l’eau de pluie et la mesurer. Dans les deux cas, la mesure de pluie aidait à estimer le rendement futur des cultures.
Dans l’ouvrage Arthashâstra utilisé dans le royaume de Magadha, des normes furent établies pour la production céréalière et chaque grenier de l’État possédait un tel pluviomètre aux fins de taxation. En Palestine, à partir du IIe siècle av. J.-C., des écrits religieux mentionnent la mesure des pluies pour des besoins agricoles.
En 1441 en Corée, le premier pluviomètre standard en bronze, appelé « Cheugugi », fut développé par le scientifique Jang Yeong-sil pour usage à travers un réseau couvrant tout le pays,.
En 1639, l'Italien Benedetto Castelli, disciple de Galilée, effectua les premières mesures de précipitations en Europe pour connaître l’apport en eau d’un épisode pluvieux pour le lac Trasimène. Il avait étalonné un récipient en verre cylindrique grâce à une quantité d’eau connue et repéré le niveau correspondant sur le cylindre. Il avait ensuite exposé le récipient à la pluie et marqué toutes les heures, par un repère, le niveau atteint par l’eau.
En 1645, le Portugais Paulo Da Silva, pluviologue lusophone réputé, élabora une nouvelle version du pluviomètre permettant de déterminer le niveau de l'évolution graduelle des précipitations de manière automatique via un mécanisme d'encoches sur l'outil de mesure de Benedetto Castelli.
En 1662, l’Anglais Christopher Wren mit au point le premier pluviomètre à augets, ou pluviographe, qu’il associa l’année suivante à un météographe, un  appareil qui enregistre plusieurs paramètres météorologiques telles que la température de l’air, la direction du vent et les précipitations. Son pluviomètre était constitué d’un entonnoir récepteur et de trois compartiments qui récupéraient chaque heure à tour de rôle les précipitations,. En 1670, l'Anglais Robert Hooke utilisa aussi un pluviomètre à augets. À la fin des années 1780, Louis Cotte, scientifique du siècle des Lumières, développe aussi en France un pluviomètre qu'il appelle un udomètre.
En 1863, George James Symons fut nommé au conseil de la British meteorological society, où il occupa le reste de sa vie à mesurer les précipitations pluvieuses sur les îles Britanniques. Il mit en place un réseau de volontaires qui lui transmettaient des mesures. Symons prit également note de différentes informations historiques sur les précipitations pluvieuses dans les îles. En 1870, il publia un compte rendu qui remonte jusqu'à 1725.
Avec le développement de la météorologie, la prise de mesures des différents paramètres de l’atmosphère terrestre se répand. Les pluviomètres se perfectionnent mais les principes de base demeurent les mêmes. En France, l’association météorologique créée par Urbain Le Verrier diffusa le pluviomètre « Association ». Divers pluviomètres et pluviographes suivirent ceux à augets basculants. Mentionnons les pluviomètres enregistreurs à flotteurs, utilisés à partir du XIXe siècle, et les pluviomètres à balance.

## Description

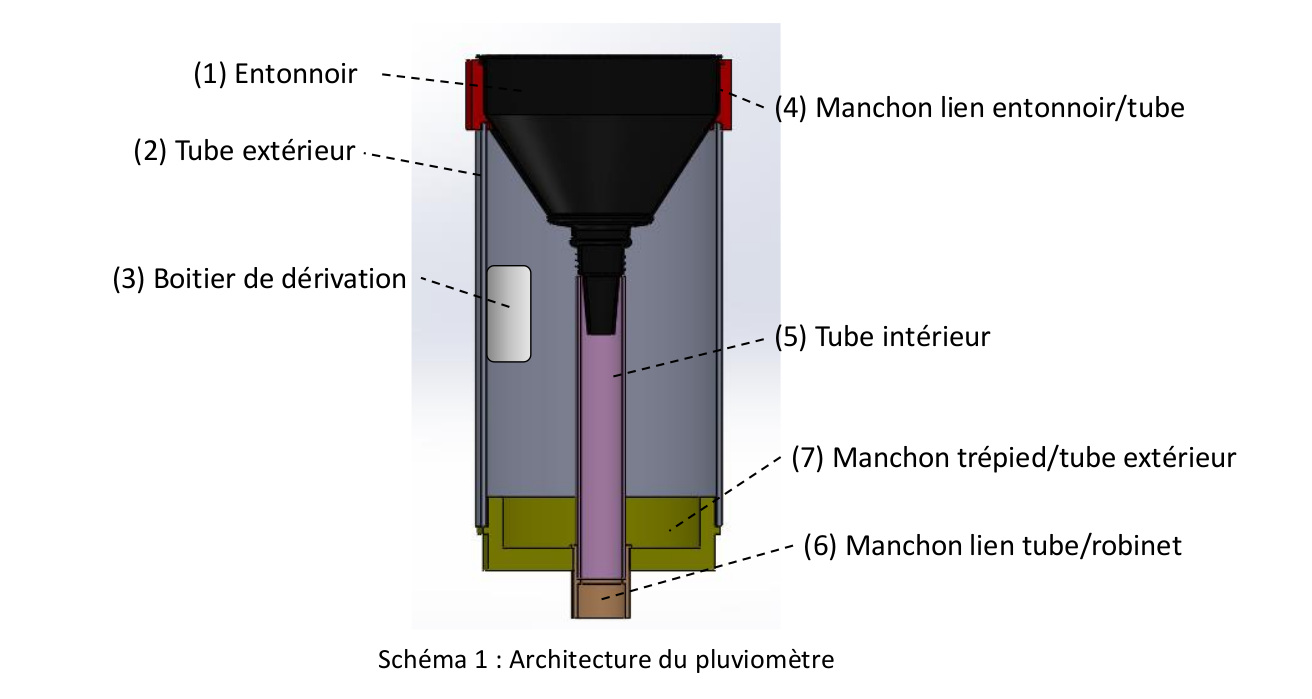
Coupe d'un pluviomètre à niveau.

Le pluviomètre est un instrument de mesure qui sert à trouver la quantité de pluie tombée sur une région. Son utilisation présuppose que l'eau des précipitations est uniformément répartie sur la région et qu'elle n'est pas sujette à évaporation. La mesure s'exprime généralement en millimètres d'épaisseur, ou en litres par mètre carré, mais parfois en dizaines de mètres cubes par hectare pour l'agriculture, toutes identiques quand on fait la conversion (1 mm = 1 l/m2 = 10 m3/ha). Il est constitué de deux parties importantes :
- un collecteur en forme d’entonnoir le plus large possible, afin de représenter une surface importante de collecte ;
- un contenant étalonné ou mécanisme qui reçoit cette eau.

L’effet d’entonnoir permet de diminuer l’erreur de mesure en augmentant la distance entre chaque unité de la graduation. L’intérieur du pluviomètre est constitué d’un revêtement particulier pour limiter le mouillage. Le cône de l’entonnoir doit être assez profond, ce qui permet à l’eau de s’écouler sans risque de rejaillissement. Un grillage filtre les débris et évite que le pluviomètre ne se bouche.
Le collecteur doit être placé à une hauteur suffisante, généralement un mètre du sol, et à une distance de plusieurs mètres d’autres objets afin qu’on n’y retrouve pas d’eau provenant du rebond sur le sol ou ces objets. Les bords du collet du pluviomètre doivent être biseautés sur l’extérieur pour limiter l’incertitude provenant de gouttes ruisselant de l’extérieur du cône de collecte.

## Types

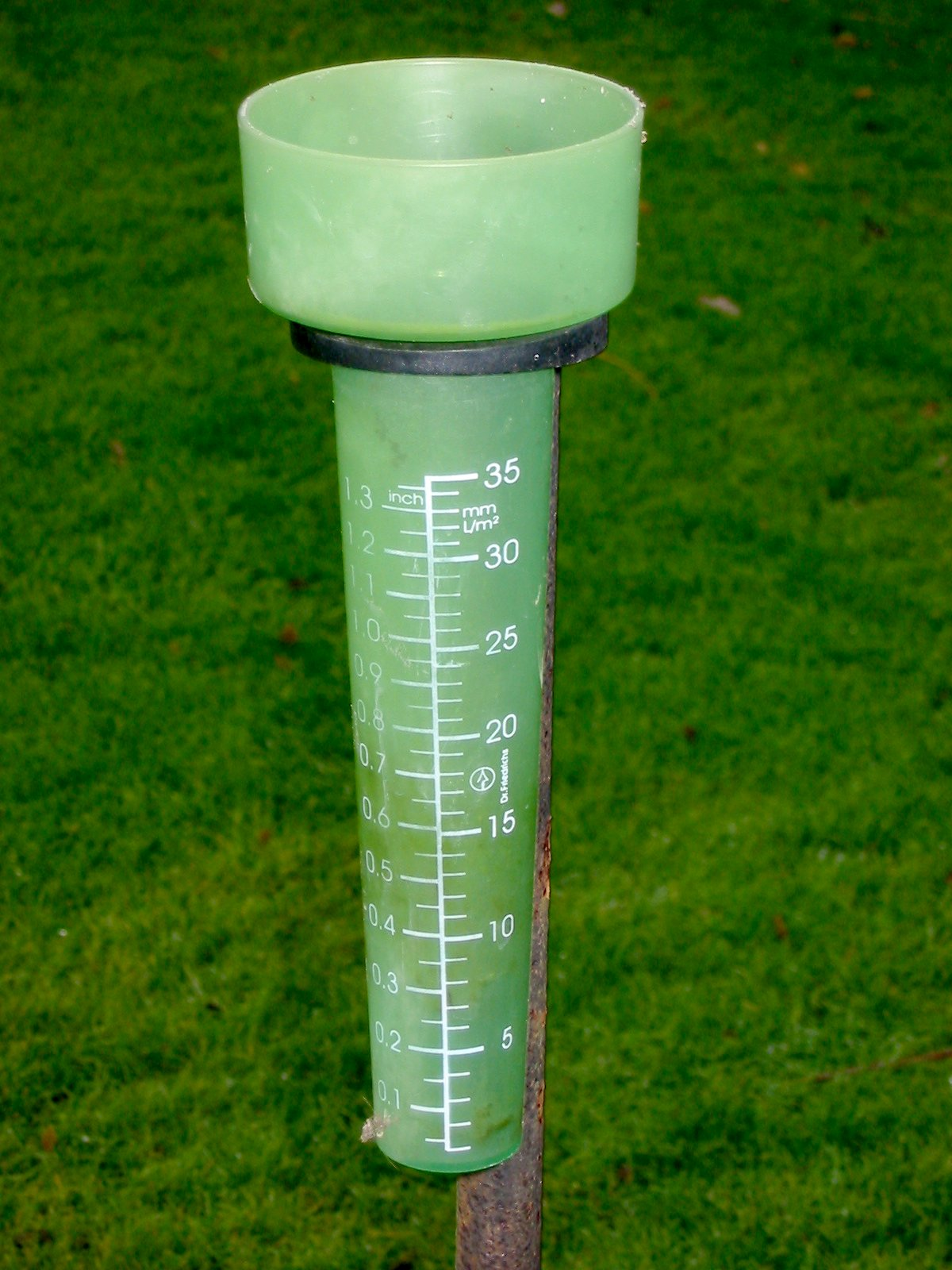
Pluviomètre à lecture directe.

Les pluviomètres étaient à l’origine manuels, c’est-à-dire qu’un technicien en météorologie devait venir relever régulièrement la hauteur de pluie tombée et vider l’appareil. Au début du XXIe siècle, ils sont souvent dotés de capteurs électroniques qui permettent d’enregistrer en continu et à distance les données. Cependant, les pluviomètres manuels sont encore utilisés par des amateurs ou les observateurs volontaires de réseaux climatologiques. Il existe quatre types de pluviomètres/pluviographes : à cylindre gradué (dit à lecture directe), à auget basculeur, à balance (ou de Fisher et Porter) et optique.

### Pluviomètre à lecture directe
Le pluviomètre standard a été développé au tournant du XXe siècle et consiste en un cylindre gradué dans lequel le collecteur se déverse. Dans la plupart de ces pluviomètres la graduation est à chaque 0,2 mm jusqu’à 25 mm. S’il tombe trop de pluie dans l’appareil principal, le surplus est dirigé vers un autre récipient.
Lors de la prise de mesure, le technicien note la hauteur atteinte sur le cylindre pour connaître la quantité de pluie tombée. S’il y a de l’eau dans le récipient de surplus, il doit la transvider dans un autre cylindre gradué pour l’ajouter à la mesure. Le technicien doit vider le pluviomètre entre chaque lecture.

#### Étalon
Un tel pluviomètre est dit « normal » ou « étalon » quand il est approuvé comme étalon au niveau national.

#### Totalisateur
Les pluviomètres utilisés dans les stations peu souvent visitées, comme une station de montagne, contiennent de l'antigel et un liquide comme de l'huile empêchant l'évaporation de l'eau. Ils sont de plus grande capacité car les relevés peuvent être faits hebdomadairement ou mensuellement.

### Pluviomètres et pluviographes

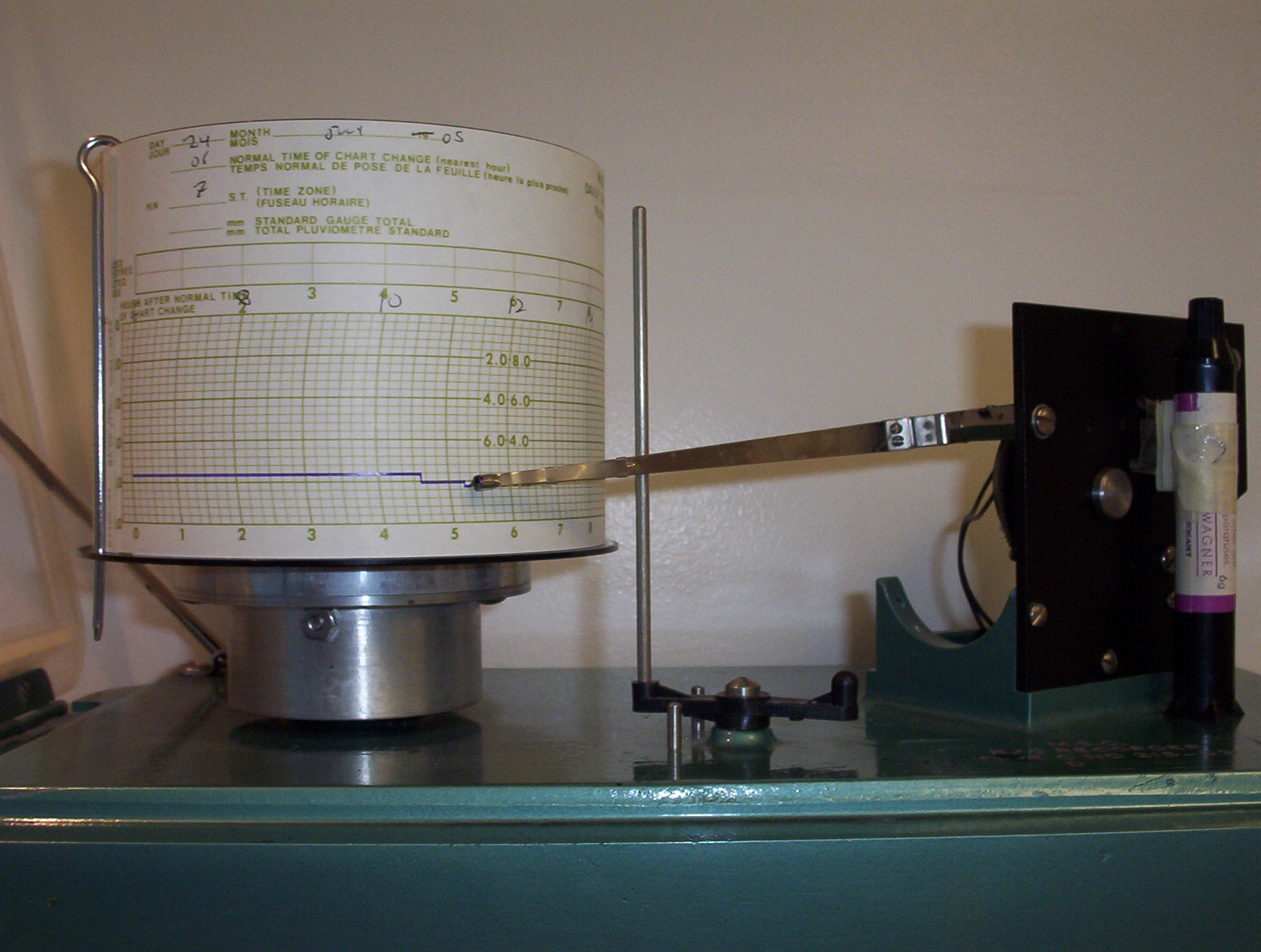
Pluviographe enregistrant les données de précipitations d'un pluviomètre à augets basculeur.

Les pluviomètres ci-dessous sont tous munis d'un système d'enregistrement. À l'origine, le pluviographe était un stylet inscrivant en continu les données - hauteur de précipitations et temps écoulé - sur un papier gradué se trouvant près de l'appareil donnant un pluviogramme. Par la suite, le signal provenant du pluviomètre fut transmis par fil à un enregistreur similaire situé dans le bureau du technicien en météo prenant les relevés. Ceci permettait à ce dernier de faire des observations plus rapidement et à n'importe quel moment sans avoir à chaque fois à se déplacer à la station météorologique.
Les données sont maintenant envoyées à un enregistreur numérique qui peut transmettre ces informations à un réseau de distribution d'utilisateurs. Cela permet l'utilisation de stations météorologiques automatiques. Ces données peuvent être traitées pour donner les taux instantanés de précipitations, horaires, quantité totale, etc.

#### À auget basculeur

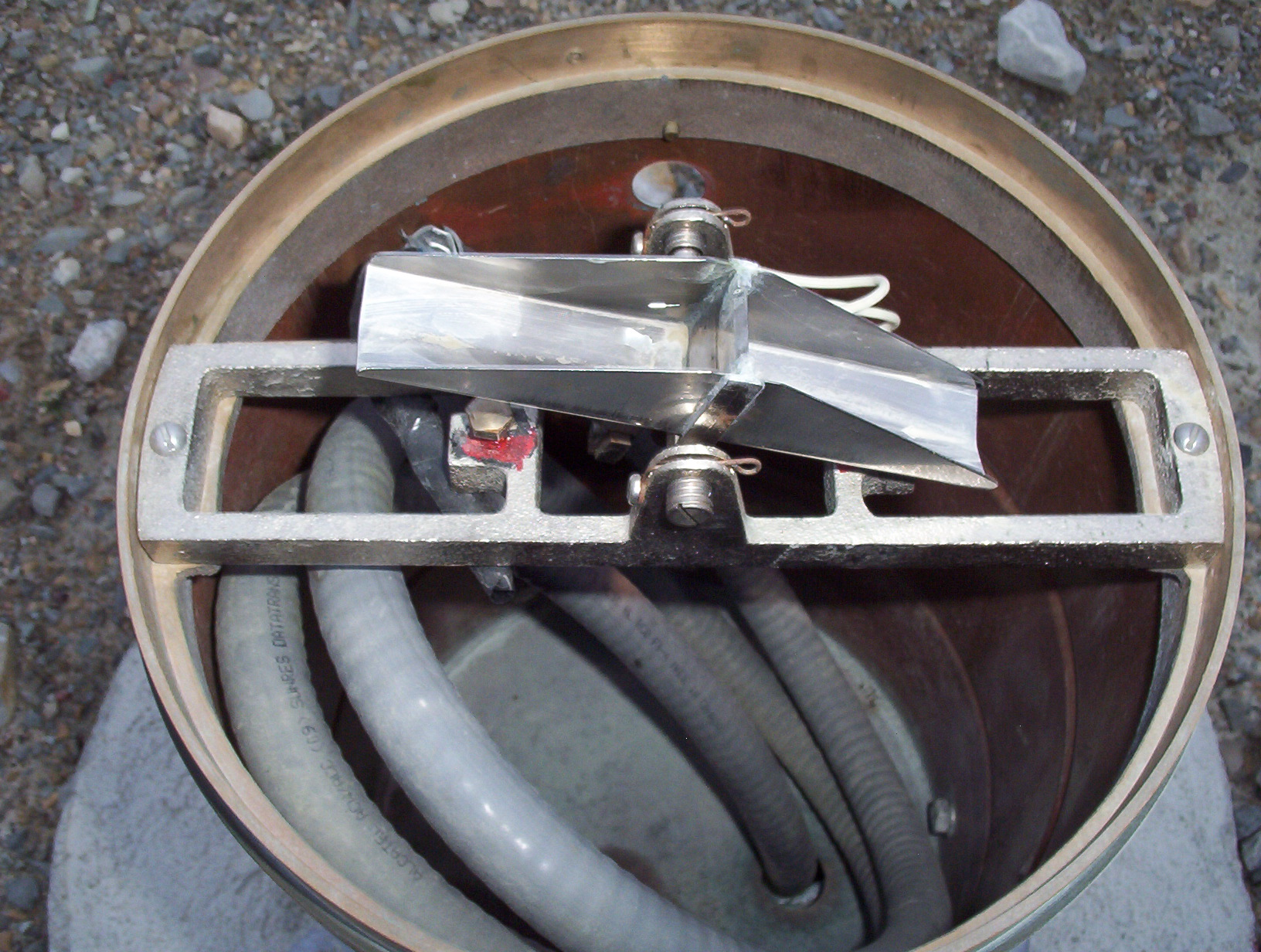
Mécanisme d’un pluviomètre à augets basculants.

Le collecteur dirige la pluie vers une sorte de petite balançoire tape-cul formée de deux réceptacles métalliques, ou augets, de petite taille de part et d’autre d’un axe horizontal. La contenance de ces réceptacles est équivalente à 0,1, 0,2 ou 0,5 mm d’eau, selon la précision de l’appareil,. Il y a toujours un auget à l’horizontale et vis-à-vis de la sortie du collecteur, l’autre fait un grand angle vers le bas. L’eau s’accumule dans celui à l’horizontale qui bascule quand il atteint le poids nécessaire, et se décharge de son eau par gravité. La quantité de précipitations est mesurée par le nombre de basculements effectués par les augets, détecté par un système mécanique, magnétique ou optique.
Dans un système mécanique, l’auget en réserve est en contact avec une tige métallique et ferme donc un circuit électrique. En basculant, c’est l’autre auget qui ferme ce circuit. Le passage d’un contact à l’autre est noté sur le graphique du pluviographe. Dans un système magnétique, un aimant fixé sur l'auget fait commuter un contact magnétique (Interrupteur reed), créant une impulsion à chaque basculement permettant le comptage. Dans un système optique, l'auget qui bascule coupe un faisceau lumineux, ce qui est enregistré par une diode optique et un système informatique fait le décompte. Comme dans le cas des pluviomètres à balance, un système de chauffage peut faire fondre les précipitations neigeuses et permettre de mesurer l’équivalent en eau de neige tombée. Ce système est même nécessaire si l’appareil est utilisé en saison froide.

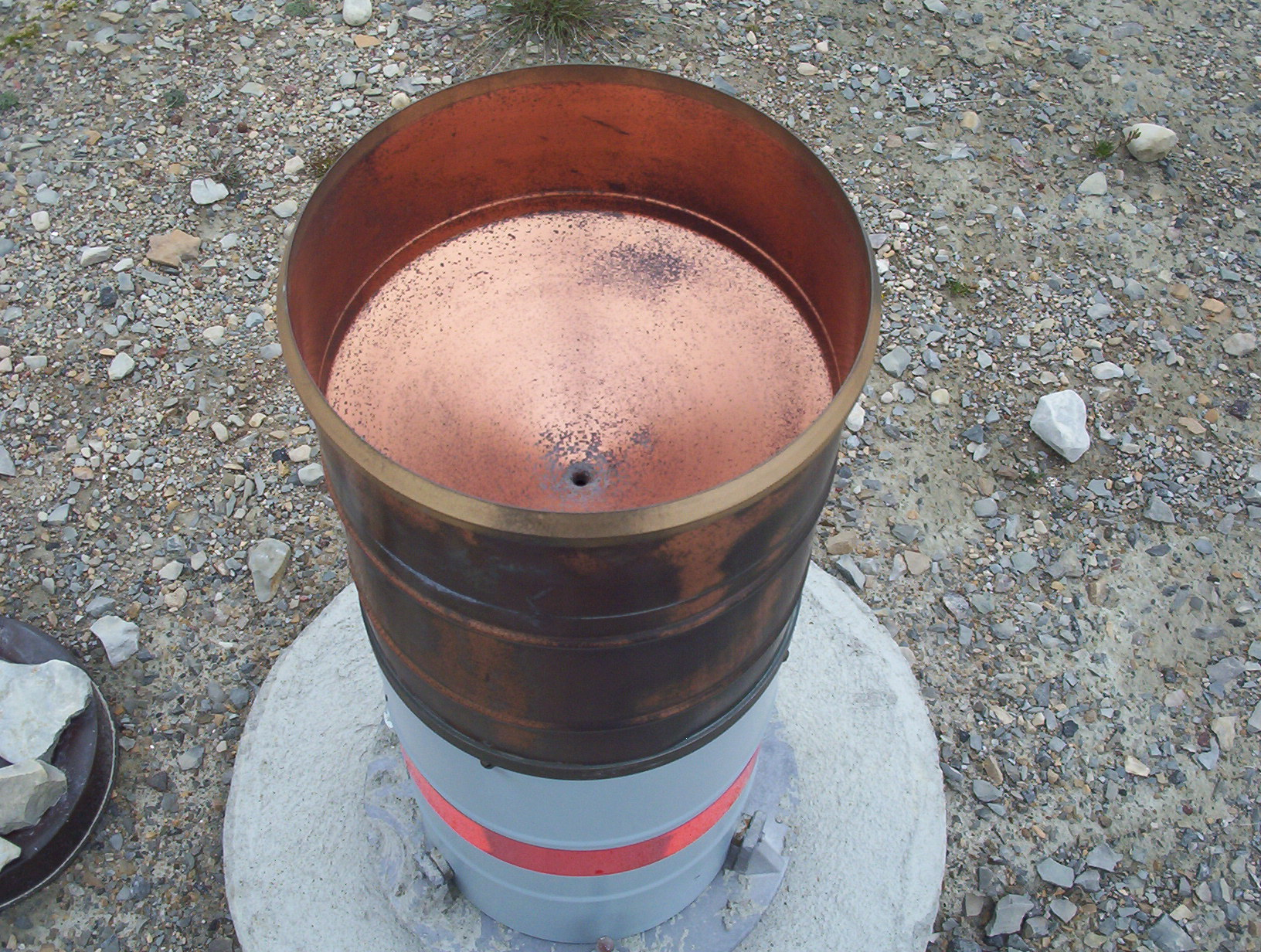
Extérieur d’un pluviomètre à augets basculants où la petite ouverture de l'entonnoir peut être aperçue.

L’avantage de ce pluviomètre est de mesurer le taux de précipitations en plus de la mesure totale, ce qui indique l’intensité de celles-ci. Cependant, quand le taux de précipitations est trop grand, par exemple 400 mm/h, l’ouverture du collecteur peut ne pas être assez grande et on obtient un effet de cumul dans l’entonnoir, ce qui fausse le taux sans changer l’accumulation totale. Dans la bruine, le taux de précipitations est souvent trop faible pour être rapporté également. Certains algorithmes ont été développés pour tenir compte de ces limitations de l’appareil. Le pluviomètre à augets n’est pas aussi précis que celui à mesure directe, car si la pluie se termine avant que l’auget horizontal ne soit plein, l’eau dans celui-ci ne sera pas comptée. Pire, une saute de vent peut le faire basculer plus tard et donner une fausse accumulation alors qu’il n’y a pas de pluie.

#### À balance

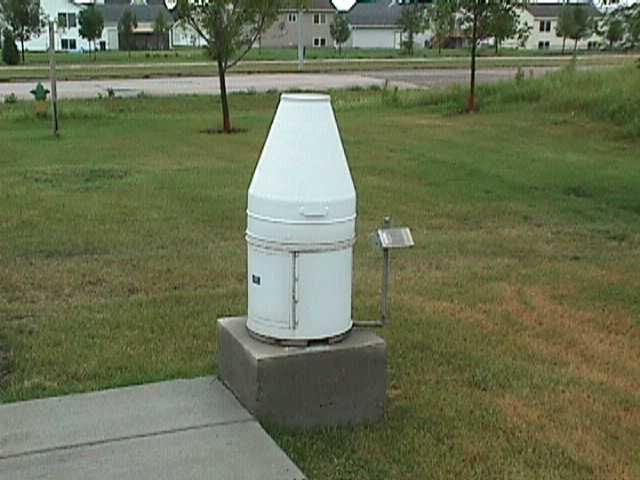
Pluviomètre de Fisher et Porter.

À la place d’un cylindre gradué, le pluviomètre à balance, ou de Fisher et Porter, reçoit la pluie dans un récipient relié à une balance. Une fine couche d’huile est mise dans le récipient avant usage. Celle-ci flottera sur l’eau de pluie venant du collecteur, empêchant son évaporation. Lorsque l’appareil est presque plein, une valve permet de le vider automatiquement. Durant les mois d'hiver, de l’antigel est également ajouté pour que l'eau ne gèle pas.
La variation de la masse d’eau dans le récipient est transformée en équivalent de millimètres d’épaisseur selon la densité de l’eau. Les modèles primitifs faisaient cette transformation en déplaçant la pointe d’un stylet sur un papier graphique spécialement gradué à cet effet. Avec l’avènement de l’électronique, les données sont recueillies par un capteur et transformées en valeurs numériques directement dans un enregistreur de données. Ce type de pluviomètre mesure toute la pluie tombée et peut mesurer les précipitations solides, comme la neige et la grêle, s’il est muni d’un système de chauffage. Cependant, il est plus dispendieux que le pluviomètre à lecture directe et demande plus d’entretien que celui à augets basculants.

#### Optique
Le pluviomètre optique est formé d’un collecteur en entonnoir sous lequel se trouve une photodiode ou une diode laser. Les précipitations sont mesurées par détection d’irrégularités optiques. L'entonnoir dirige les gouttes dans le volume d’échantillonnage au sein du faisceau lumineux. En mesurant l’intensité des scintillations, il peut électroniquement déterminer le débit des précipitations.

## Sources d'erreurs de mesure
L’accumulation n’est représentative que de l’endroit précis où se trouve le pluviomètre et peut différer grandement d'autres sites de mesures environnants car le taux de précipitations varie grandement dans le temps et l'espace. Les relevés d'un seul pluviomètre ne sont donc pas caractéristique de la pluie qui tombe dans toute une région. De plus, chaque appareil a sa limite de précision et les données souffrent également d’autres erreurs de mesure :
- effets du vent et de la température ;
- erreurs dues aux caractéristiques du collecteur ;
- erreurs dues au fonctionnement du capteur ;
- erreurs de placement de l'appareil.

Pour pallier ces défauts, certaines corrections sont parfois utilisées et les stations météorologiques utilisent souvent deux types de pluviomètres pour la contre-vérification des données.

### Dues au climat

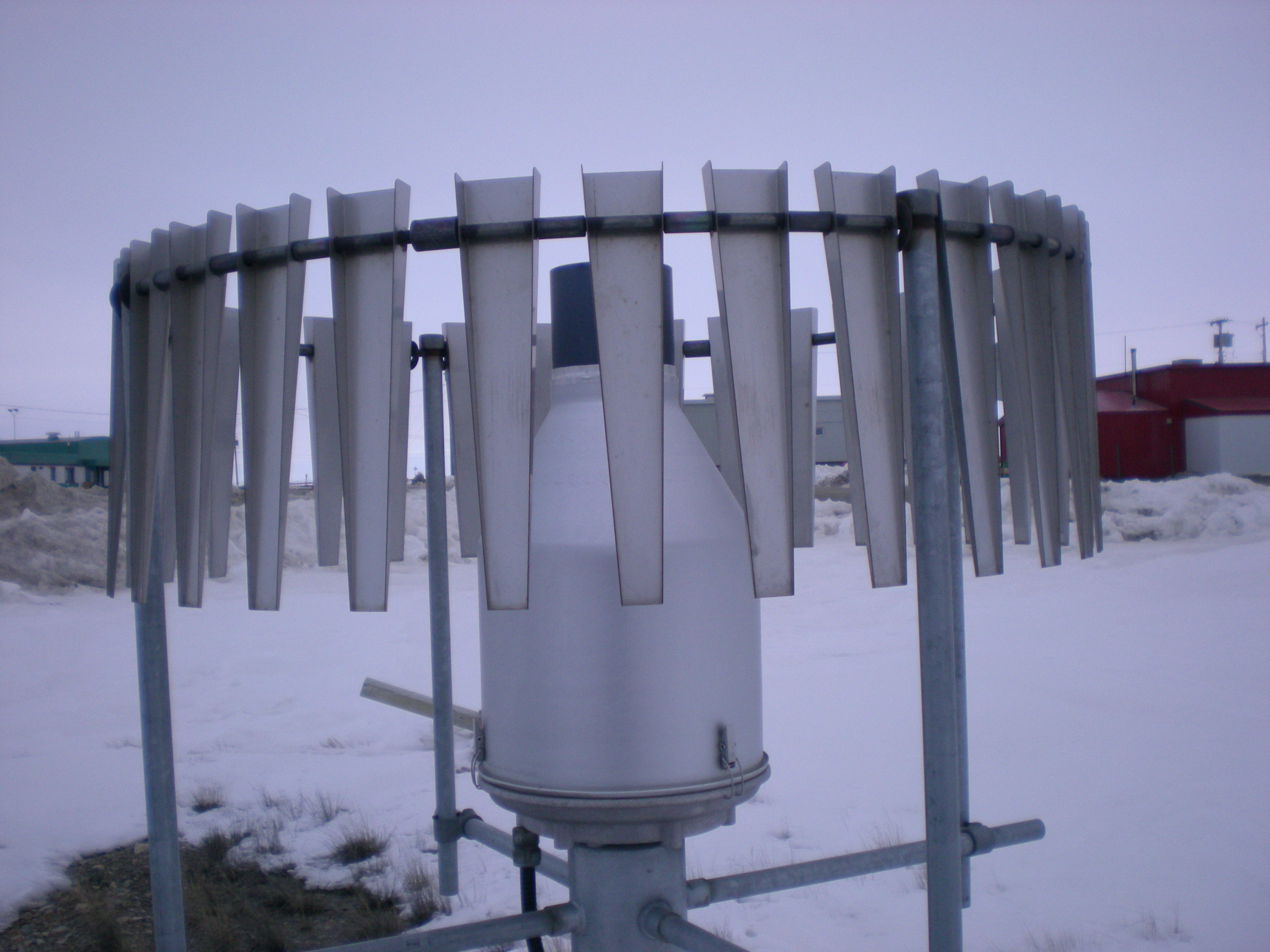
Pluviomètre de Fischer et Porter avec un écran protecteur pour limiter la force du vent.

Lors de situations venteuses, le taux de collecte est bien inférieur à la réalité car la pluie forme un angle avec le collecteur. La variation de pression et la turbulence près de son ouverture peuvent également repousser les gouttes vers le haut. Ceci est plus important avec un vent très fort et/ou avec des précipitations légères comme les flocons de neige. Pour remédier à l'effet du vent, il existe des écrans formés de lamelles verticales placés tout autour du pluviomètre. Ces erreurs sont aléatoires.
La température a divers effets. D'une part, en s'écoulant dans l'entonnoir du collecteur, les gouttes d'eau subissent une friction qui les échauffe. De plus, la chaleur accumulée par le collecteur, s'il était au soleil antérieurement, peut être transférée à l'eau. Ces deux apports peuvent faire évaporer une partie des précipitations, ce qui réduit donc la quantité mesurée par le pluviomètre.
D'autre part, l'eau se dilate avec la chaleur ce qui fait que pour une même masse de pluie, le volume augmente avec la température. Ainsi dans un pluviomètre à lecture directe, l'eau atteindra une hauteur différente selon la température. Il faut donc appliquer une correction pour obtenir la valeur à une température standard, généralement 15 °C. Cet effet ne s'applique pas aux autres types de pluviomètres qui mesurent essentiellement la masse.
Finalement, les précipitations sous forme solides, comme la neige et la grêle, peuvent boucher la sortie du collecteur. Même si un système de chauffage permet de les faire fondre, si le taux de précipitations est fort, il y aura un délai entre la chute de ces précipitations et le moment de leur mesure. Le taux de précipitations noté peut donc être faussé, et les horaires de début et de fin des précipitations indiqués seront plus tardifs qu'en réalité.

### Dues aux caractéristiques du collecteur
Les caractéristiques du collecteur et du mécanisme de prise de mesure donnent des erreurs systématiques qui peuvent être en partie corrigées en utilisant certaines équations correctrices. L'eau a tendance à adhérer aux objets ; ce phénomène du mouillage est la première de ces erreurs. Lors des précipitations, une partie de l’eau reste ainsi collée aux parois sur le cône de collecte. Cette quantité d’eau non mesurée dépend du matériel utilisé dans le pluviomètre et est toujours la même s'il est propre. La proportion de cette quantité par rapport à la quantité de pluie peut donc être importante dans le cas de précipitations faibles. La quantité d’eau se rendant dans la partie de mesure peut donc être inférieure à la résolution de l'instrument et le pluviomètre à augets peut n'enregistrer aucun basculement.

### Dues au fonctionnement
En cas de très fortes précipitations, comme mentionné antérieurement, l'eau peut s'accumuler temporairement dans le collecteur à cause du faible diamètre du trou de sortie, ce qui fausse le taux instantané de précipitations. Ou bien, il y a des pertes d'eau pendant le temps de basculement des augets et le pluviomètre sous-estime la quantité totale de précipitations.
Finalement, l'ouverture du collecteur peut ne pas être complètement parallèle à l'horizontale ce qui réduit la surface de collecte et entraîne une erreur de mesure systématique.

### Dues au placement
Si le pluviomètre est trop près de bâtiments ou d’arbres, le vent peut être bien différent de celui de l’environnement général et causer des sur ou sous-estimations. D’après une recommandation de l’Organisation météorologique mondiale, la surface du bord du collecteur du pluviomètre doit se situer entre 0,5 et 2 mètres du sol et il doit être installé dans un endroit plat dont la pente du terrain environnante doit être inférieure à 19 degrés. La distance entre le pluviomètre et un obstacle devrait être supérieure à quatre fois la hauteur de cet obstacle.